# نبيذي (لون)

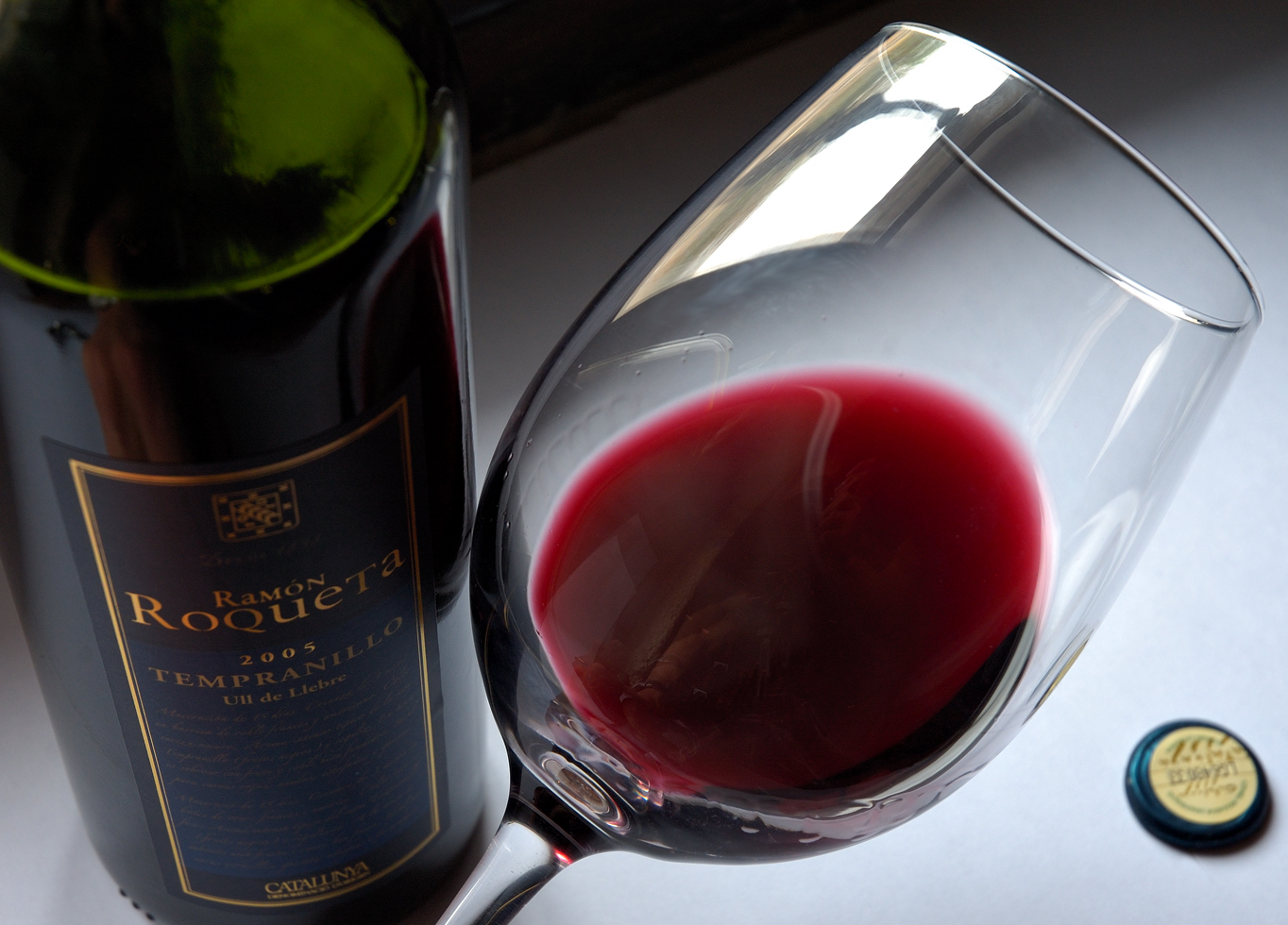
الحكم على اللون هو أول خطوة في تذوق النبيذ

معروضٌ على اليسار اللونُ النبيذي وهو نسبةٌ إلى النبيذ
وهو  ظل داكن للون الأحمر، وهو أيضاً تمثيل لمتوسط لون  النبيذ الأحمر
مصدر هذا اللون هو ISCC-NBS قاموس لأسماء الألوان (1955)--عينة اللون Wine (العينة رقم 16).

## درجات النبيذي

### الشامباني
معروض على اليسار اللون الشامباني، وهو نسبة إلى  الشامبانيا
كان أون استخدام لهذا اللون في الإنجليزية عام 1915.

### كلاريتي
معروض على اليسار اللون الكلاريتي وهو نسبة إلى الكلاريت (الاسم الإنجليزي لخمر البوردو)، وهو أحدِ أنواع الخمور التي تصنع في مدينة بوردو الفرنسية.
هناك اسم آخر للون، وهو بوردوي، وذلك نسبة إلى بوردو، المدينة التي يصنع فيها هذا الخمر.
وهذا اللون هو تمثيل لمتوسط لون خمر البوردو
أو استخدام للون كلاريت في الإنجليزية كان عام 1547.

### بورغندي
اللون بورغندي نسبةٌ إلى الخمر البورغندي، المصنوع في منطقة بورغندة في فرنسا.
كان أول استخدام للون بورغندي في الإنجليزية عامَ 1881.